# Casa dels Capnegres (Tallinn)
La Casa dels Capnegres (en estonià: Mustpeade maja), o Casa de la Confraria dels Capnegres, a Tallinn, Estònia, és l’antiga seu de la Confraria dels Capnegres. Històricament, es tractava d'una associació professional de propietaris de vaixells, comerciants i estrangers que es remunta al segle XIV. Van ser actius a Livònia (l’actual Estònia i Letònia), però van fugir a Alemanya durant l’ocupació soviètica dels Estats Bàltics l’any 1940.
L’edifici va ser adquirit per l'organització l’any 1517. El 1597 va ser renovat sota la supervisió de l’arquitecte Arent Passer. La façana es va reconstruir en l’estil de l’arquitectura renaixentista dels Països Baixos. Les portes pintades daten de la dècada de 1640. Un moro, símbol de Sant Maurici, patró de la Confraria, apareix tant tallat en fusta com esculpit en pedra sobre la porta.
Actualment, la Casa de la Confraria dels Capnegres comprèn tres edificis separats, quatre grans sales i diverses altres estances que s’utilitzen per a una gran varietat d’esdeveniments. La Sala Blanca va ser construïda entre 1531 i 1532, però va ser remodelada durant unes obres de reconstrucció entre 1909 i 1911. La Sala de la Confraria de Sant Olaf, amb un interior que prové de principis del segle xv, va ser adquirida pels Capnegres l’any 1919 i remodelada entre 1919 i 1922.

## Història
La Confraria dels Capnegres es va fundar l’any 1399, quan els membres solters van separar-se de la Gran Guilda, formada per comerciants. Un cop casats, els membres dels Capnegres passaven a formar part de la Gran Guilda. Més endavant, també van ingressar-hi comerciants estrangers que residien a Tallinn (aleshores Reval). El nom de la germandat prové del seu sant patró, Sant Maurici, representat habitualment com un moro.
Els Capnegres germanòfons ocupaven una posició social destacada a Tallinn i mantenien vincles estrets amb el monestir de Santa Caterina. Participaven en tornejos cavallerescos; es conserva el relat d’un torneig de l’any 1536 en què un capnegre presumptament va fer caure un noble rural del cavall, fet que va provocar gran agitació a la ciutat. Els Capnegres també mantenien una unitat de cavalleria per defensar la ciutat. Es conserva el registre d’un enfrontament amb tropes russes el 11 de setembre de 1560 als afores de la ciutat, en què van morir deu membres. Els Capnegres posseïen les seves pròpies armadures i, fins al segle XIX, realitzaven exercicis militars a l’estiu al camp.
Més endavant, al segle XIX, els Capnegres també tenien el deure de formar una escort d’honor a cavall per a la família imperial russa o el senyor del territori a Reval. En aquestes ocasions, duien els uniformes del regiment de dragons de la Guàrdia, cedits pel tsar rus Nicolau I.
Inicialment, la germandat, donada la manca de hostals d’alt nivell a Reval, també es feia càrrec d’allotjar adequadament els comerciants i viatgers. Mantenien un llibre de germandat, on signaven els visitants, entre ells monarques russos des de Pere el Gran.
El 1517, la germandat va llogar una casa de comerciants al núm. 26 del carrer Lang, i el 1531 la van comprar. Tenia dues estances, i en lloc del magatzem habitual al damunt de l’entrada, hi havia una gran sala. Durant la Reforma, el 14 de setembre de 1524, es va produir una iconoclàstia que va destruir les possessions del monestir de Santa Caterina, vinculat als Capnegres. Tot i això, van aconseguir salvar l’altar de 1495 procedent de Lübeck, que va romandre durant segles a la casa de la germandat. El 1531/1532 es va construir una nova sala al sud del pati, al carrer del Sant Esperit. Tenia 4,5 metres d’altura, amb un gran pilar octogonal central i arcs de suport, però sense volta. Estava dividida en dues naus mitjançant tres columnes. En un capitell hi constava en numeració romana la data de finalització: MVCXXXIJ (1531).
A la façana del carrer Lang hi ha diverses escultures de pedra. Les més antigues són dues tauletes heràldiques de 1575, obsequiades per Ewert Schroeder i Hans Koser, que mostren un cap de moro amb una cinta al front.
El 1597, el conegut mestre d’obres Arent Passer va dur a terme una remodelació important. Es va mantenir l’estructura gòtica original, però es van afegir elements del Renaixement flamenc. La façana, tot i continuar asimètrica (la part esquerra lleugerament desplaçada a la dreta), presenta un frontó simètric decorat amb volutes. A la façana, hi ha franges decoratives (karnies): la del primer pis mostra escuts d’armes de Bruges, Novgorod, Londres i Bergen; la del segon pis està ornamentada amb caps de lleó i mascarons. Al segon pis hi ha també una trapa de càrrega amb un portal rústic.
S’hi van afegir altres escultures decoratives. Destaca especialment el portal, amb pilastres rústiques i caps de lleó, dins l’estil del manierisme flamenc. Als timpans de les finestres hi ha relleus amb retrats del rei polonès Segimon III Vasa i Anna d’Àustria. Entre les finestres del primer pis hi ha dos relleus més, que mostren cavallers armats amb llances en un torneig. Inclouen les inscripcions baixalemanyes: HELF GODT ALLEZEIDT ("ajuda Déu tostemps") i GODT IST MEIN HULF ("Déu és la meva ajuda"), i s’atribueixen a Arent Passer.
A banda i banda de la trapa de càrrega hi ha relleus amb les figures femenines de la Pau (Pax) i la Justícia (Justitia). Damunt seu hi ha un relleu amb Crist beneint. El frontó està coronat per un gran karnies.
L’edifici de la dreta només es va remodelar a la planta baixa, mantenint el seu aspecte de magatzem amb grans trampilles i bigues de càrrega. A la seva façana hi ha els escuts d’armes de dues famílies de Reval i, al frontó, una representació de Sant Jordi.
A la part esquerra es va construir, al pis superior, la gran Sala de la germandat, decorada amb retrats a mida real de sobirans alemanys, suecs i russos —des de l’emperador Carles V fins a Nicolau II. També hi havia un epitafi dedicat als deu Capnegres morts l’11 de setembre de 1560, que contenia la vista urbana més antiga conservada de Reval. La sala inferior es coneixia com Dornste, que vol dir cambra amb calefacció.
S’hi celebraven actes culturals, especialment festes dels alemanys bàltics.
El 1604, Berent Geistmann va fer les talles del timpà. La porta d’entrada policromada data dels anys 1640, amb una talla del cap de Sant Maurici.
El 1908, hi va haver una gran reforma interior dirigida per l’arquitecte Wilhelm Neumann, que va substituir els elements del segle XVI per una decoració d’estil neorenaixentista.
El 30 de novembre de 1918, Alfred Rosenberg, futur ideòleg del partit nazi, va pronunciar un discurs al gran saló de la casa sobre la "qüestió jueva".
Amb el temps, la germandat va perdre el seu caràcter comercial. El 1895, va ser dissolta com a corporació. Subsistí un cos de Capnegres, al qual s’afegien nous membres solters per elecció, però ja no calia abandonar-lo en casar-se. Aquest cos llogava la planta baixa a un club laic dels Capnegres, que va existir fins al 1940. Els pisos superiors continuaven sota gestió del cos, on es conservaven els objectes de valor de la germandat.
Després de la Segona Guerra Mundial, l’edifici va acollir un centre cultural i juvenil socialista. Els mobles d’estil i retrats cerimonials van anar al Museu de la Ciutat, i les copes de plata, al Museu d’Art.
Finalment, el 15 d’abril de 1997, l’edifici va ser declarat monument nacional d’Estònia, inscrit amb el núm. 3040 al registre de monuments històrics.